# Verdrag van Vriendschap en Handel tussen Japan en de Verenigde Staten

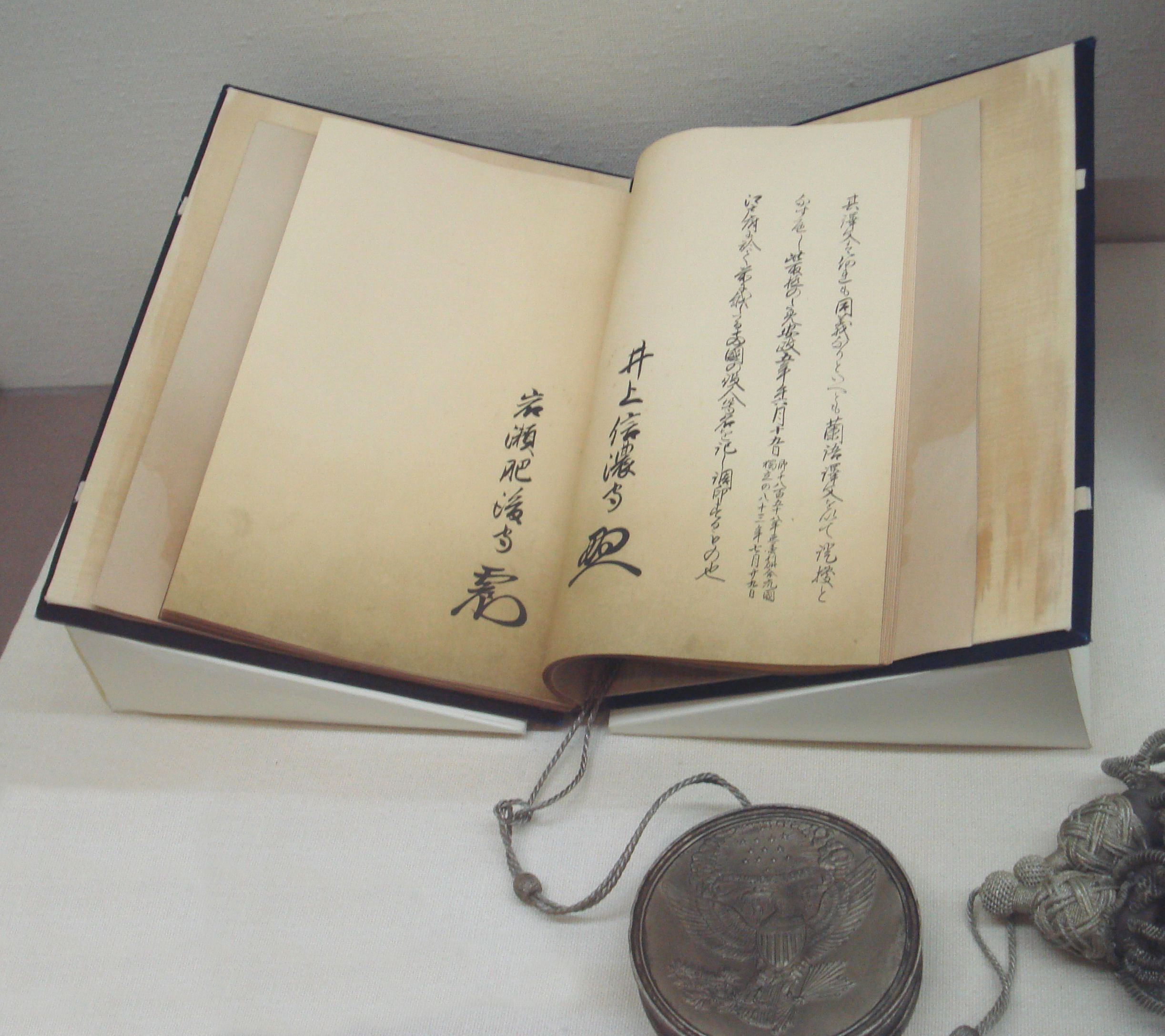
Harrisverdrag (29 juli 1858)

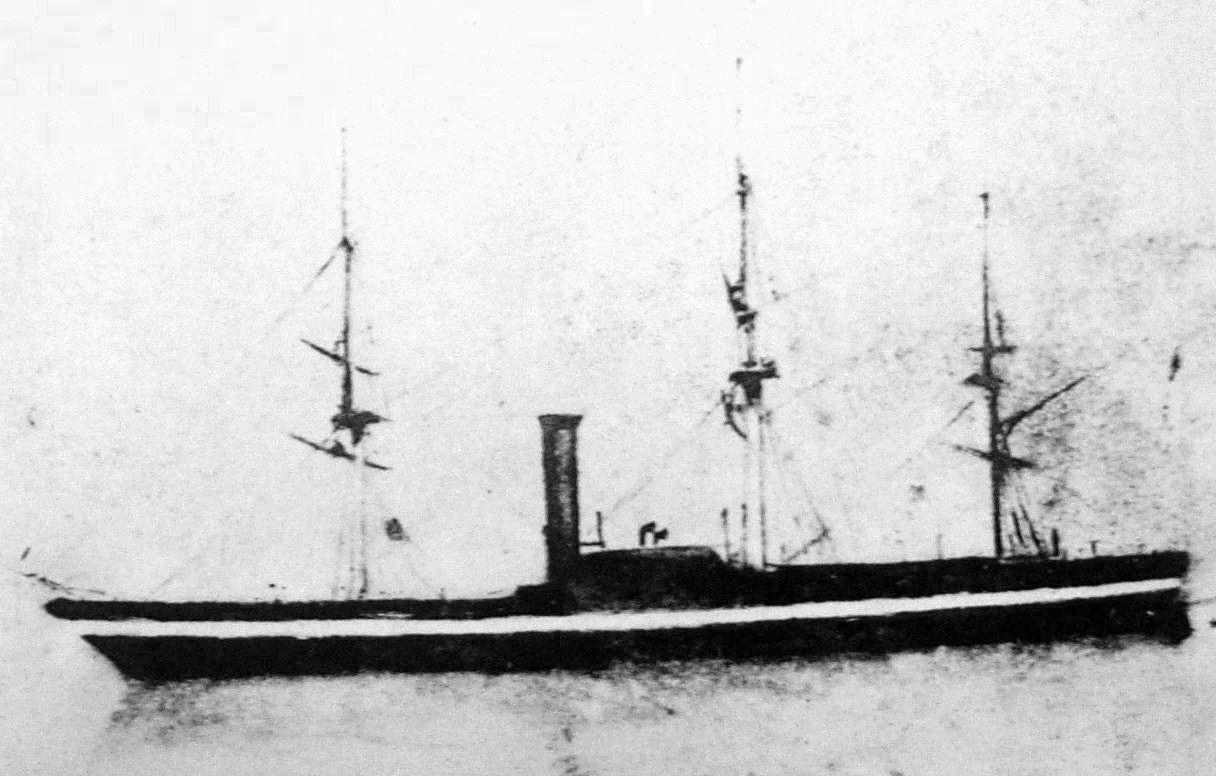
Op de USS Powhatan werd het verdrag getekend

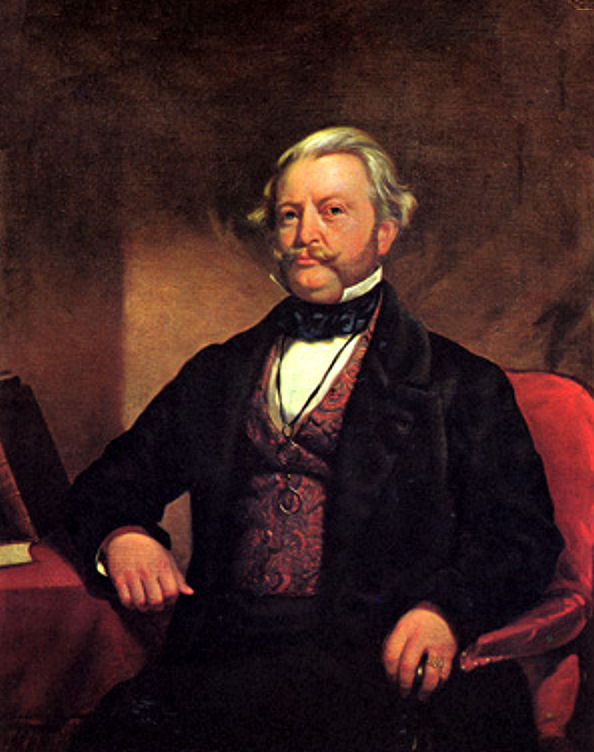
Townsend Harris (in 1855)

Het Verdrag van Vriendschap en Handel tussen Japan en de Verenigde Staten (Japans: 日米修好通商条約, Nichibei Shūkō Tsūshō Jōyaku), ook wel het Harrisverdrag genoemd, werd op 29 juli 1858 ondertekend op het dek van de USS Powhatan in de baai van Edo (nu Tokio). Het verdrag opende diverse Japanse havens voor buitenlandse handel, maakte afspraken over tarieven en verleende exterritorialiteit aan buitenlanders.

## Aanleiding
In het Japanse Tokugawa-shogunaat waren er twee belangrijkste stromingen, de kaikoku stonden open voor relaties met westerse landen, maar de tegenstanders joi ("verdrijf de barbaar") stonden achter het behoud van de Japanse cultuur en wilden een sterk Japan om de militaire dreiging uit het westen te weerstaan. De Japanners waren bekend met de Chinese nederlaag in de Eerste Opiumoorlog (1839-1841) en het was onvermijdelijk dat de havens opengesteld zouden worden. De Japanners waren verdeeld onder de voorwaarden waaronder dit zou gebeuren. Beide partijen vonden dat de handel in handen moest zijn van Japanners die naar het buitenland gaan en niet door buitenlanders die Japan binnenkomen. Dat ze instemden met de verdragen was mede ingegeven door de angst van een oorlog met de Amerikanen die ze zeer waarschijnlijk zouden verliezen.
De Conventie van Kanagawa uit 1854 was het begin van de Amerikaanse invloed in Japan. In dit verdrag werd voor Amerikaanse koopvaardijschepen de mogelijkheid geopend om steenkool te bunkeren in Japanse havens en er kwam een Amerikaanse consul in Shimoda. Commodore Perry liet afspraken met betrekking tot handelskwesties over aan Townsend Harris (1804-1878), een andere Amerikaanse gezant die onderhandelde met het shogunaat; het verdrag wordt daarom vaak het "Harrisverdrag" genoemd en trad op 4 juli 1859 in werking.

## Inhoud
Het verdrag bestaat uit 14 artikelen, waarvan enkele belangrijke zijn:
- Art 1: Eeuwige vrede tussen Japan en de Verenigde Staten. De Amerikanen mogen diplomatieke posten openen in Japanse steden die in het verdrag worden opengesteld. De Japanners krijgen vergelijkbare rechten in de Verenigde Staten
- Art 3: Naast de twee havens, Shimoda en Hakodate die al geopend zijn voor Amerikaanse koopvaardijschepen, worden er vier toegevoegd voor de buitenlandse handel. Dat zijn de havens van Kanagawa en Nagasaki met ingang van 4 juli 1859, Niigata per 1 januari 1860 en Hyōgo vanaf 1 januari 1863. In deze verdragshavens mogen Amerikaanse burgers permanent verblijven en hun bedrijf uitoefenen.
- Art 4: Voor de in- en uitvoer van goederen worden tarieven vastgelegd. De invoer van opium is ten strengste verboden en er staan zware straffen op.
- Art 6: Amerikanen blijven buiten het Japanse rechtssysteem en zijn onderworpen aan van hun eigen consulaire rechtbanken.
- Art 7: De Amerikanen krijgen bewegingsvrijheid rond de havensteden, maar de gebieden waar ze mogen komen zijn geografisch afgebakend.
- Art 8: Ze krijgen vrijheid van godsdienst en de mogelijkheid gebedshuizen in te richten.
- Art 10: Japan krijgt de mogelijkheid schepen, wapens, munitie en dergelijk te kopen in de Verenigde Staten en mensen in te huren voor het gebruik en onderhoud hiervan. Deze bepaling vervalt wanneer Japan in oorlog raakt met de Verenigde Staten of waarmee de laatste goede banden heeft.

## Vervolg verdragen
De overeenkomst diende als een model en Japan tekende vergelijkbare verdragen met de Engelsen (14 oktober 1856), de Russen (7 februari 1855), de Fransen en Nederlanders (30 januari 1856). Voor Nederland voerde Jan Hendrik Donker Curtius de onderhandelingen. Dit proces werd versneld door het verloop van de Tweede Opiumoorlog (1856-1860), waarin de Chinezen opnieuw werden verslagen door een Europees expeditieleger. Harris suggereerde dat de Europese legers in China zouden kunnen doorvaren naar Japan om daar de verdragen af te dwingen.
Deze ongelijke verdragen beknotten voor het eerst in de geschiedenis de Japanse soevereiniteit. Het herstel van de nationale status werd een overkoepelende prioriteit voor de Japanners, met de Meiji-restauratie als gevolg.